# Desordem civil
Desordem civil, também conhecida como distúrbio civil, agitação civil ou conflito civil, são situações em que as autoridades policiais lutam para manter a ordem pública ou a tranquilidade públicas.

## Multidão

### Formação

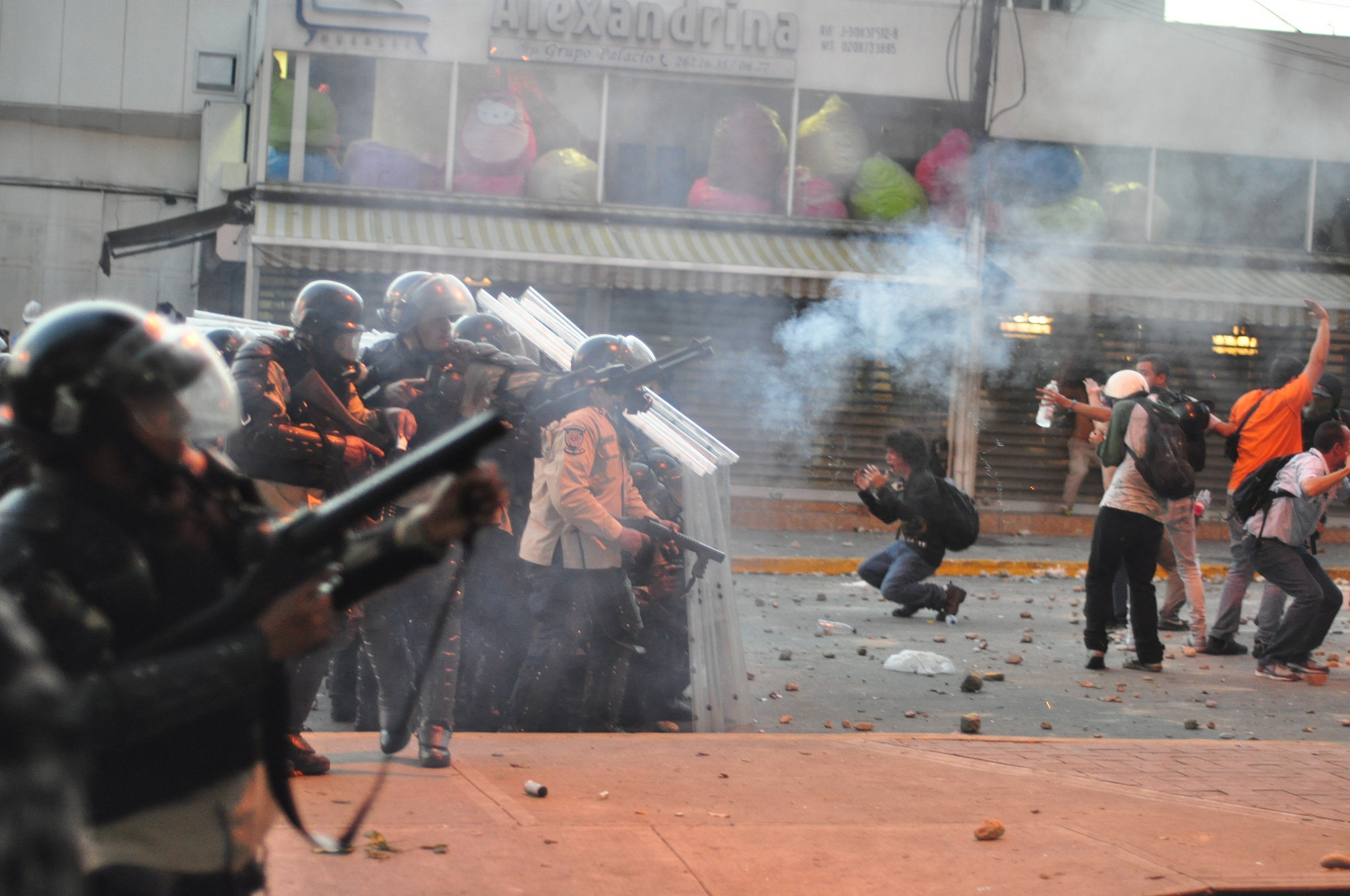
Gás lacrimogêneo usado contra estudantes em Altamira, Caracas.

Explorando o humor de uma multidão, os radicais podem manipular e transformar uma multidão em arma, usando agitação hábil para persuadir a capacidade de violência da multidão e transformá-la numa multidão vingativa, direcionando a agressão e o ressentimento dela para o alvo escolhido pelo agitador.
Agitadores táticos podem utilizar a mídia, incluindo as redes sociais, para se conectar com potenciais membros da multidão e incitá-los a infringir a lei ou provocar outros, tudo isso sem contato pessoal direto. Por outro lado, um líder habilidoso pode acalmar ou distrair uma multidão usando sugestões estratégicas, comandos ou apelos à razão, com o objetivo de acalmar uma situação.
O contágio emocional desempenha um papel significativo no comportamento da multidão ao promover um senso de unidade entre seus membros. Essa unidade pode levar a multidão a adotar uma mentalidade de manada. Os membros da multidão amplificam as emoções uns dos outros, criando um estado elevado de emoção coletiva. As ideias espalharam-se rapidamente entre o grupo, os espectadores e os meios de comunicação social.
Quando o contágio emocional prevalece, a emoção bruta é alta, enquanto a autodisciplina é baixa. Preconceitos pessoais e desejos insatisfeitos – geralmente contidos – são descaradamente liberados. Isso incentiva a participação na multidão, pois ela oferece cobertura para que os indivíduos façam coisas que desejam fazer, mas que não ousariam tentar fazer sozinhos. Esse incentivo pode se tornar maior para a multidão do que sua preocupação com a lei e a autoridade, levando a atos ilegais e perturbadores. Uma vez que a multidão se envolve em tais actos, torna-se efectivamente uma turba – uma multidão altamente emocional, irracional e potencialmente violenta.

### Comportamento

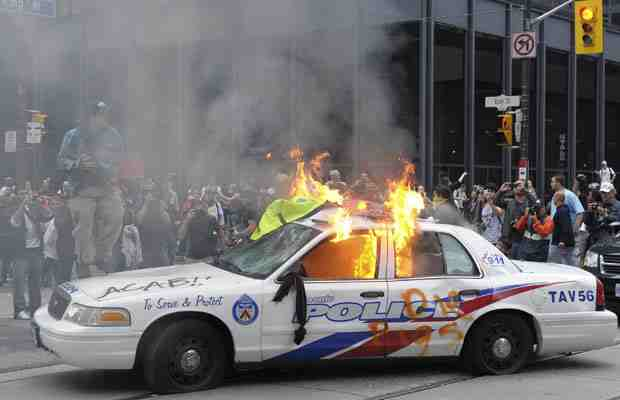
Motim durante o G-20 em Toronto, junho de 2010

O comportamento da multidão são as necessidades emocionais, os medos e os preconceitos dos seus membros. É impulsionado por fatores sociais, como a força ou fraqueza da liderança, a perspectiva moral ou a uniformidade da comunidade, e também por fatores psicológicos de sugestão, por exemplo, imitação, anonimato, impessoalidade, liberação emocional, contágio emocional, pânico, etc.
Durante uma desordem civil, qualquer multidão pode ser uma ameaça às autoridades policiais porque está sujeita à manipulação. Isso ocorre porque o comportamento de uma multidão está sob a direção da maioria de seus membros. Embora seus membros geralmente sejam inclinados a obedecer à lei, estímulos emocionais e o sentimento de destemor que surge ao estar em uma multidão podem fazer com que os membros da multidão se entreguem a impulsos, ajam de forma agressiva e liberem raiva. Quando a aplicação da lei limita a plena realização destas ações, a multidão canaliza esta hostilidade para outro lugar, tornando-se uma ameaça hostil e imprevisível para os responsáveis pela aplicação da lei.
As multidões querem ser dirigidas e podem ficar frustradas com a confusão e a incerteza; portanto, a liderança pode ter uma influência profunda na intensidade e na conduta do comportamento de uma multidão. O pânico, que é extremamente e rapidamente contagioso, também afeta o comportamento da multidão, influenciando sua capacidade de raciocínio, levando a um comportamento frenético e irracional que pode não apenas colocar em perigo a multidão, mas também outras pessoas.

### Táticas

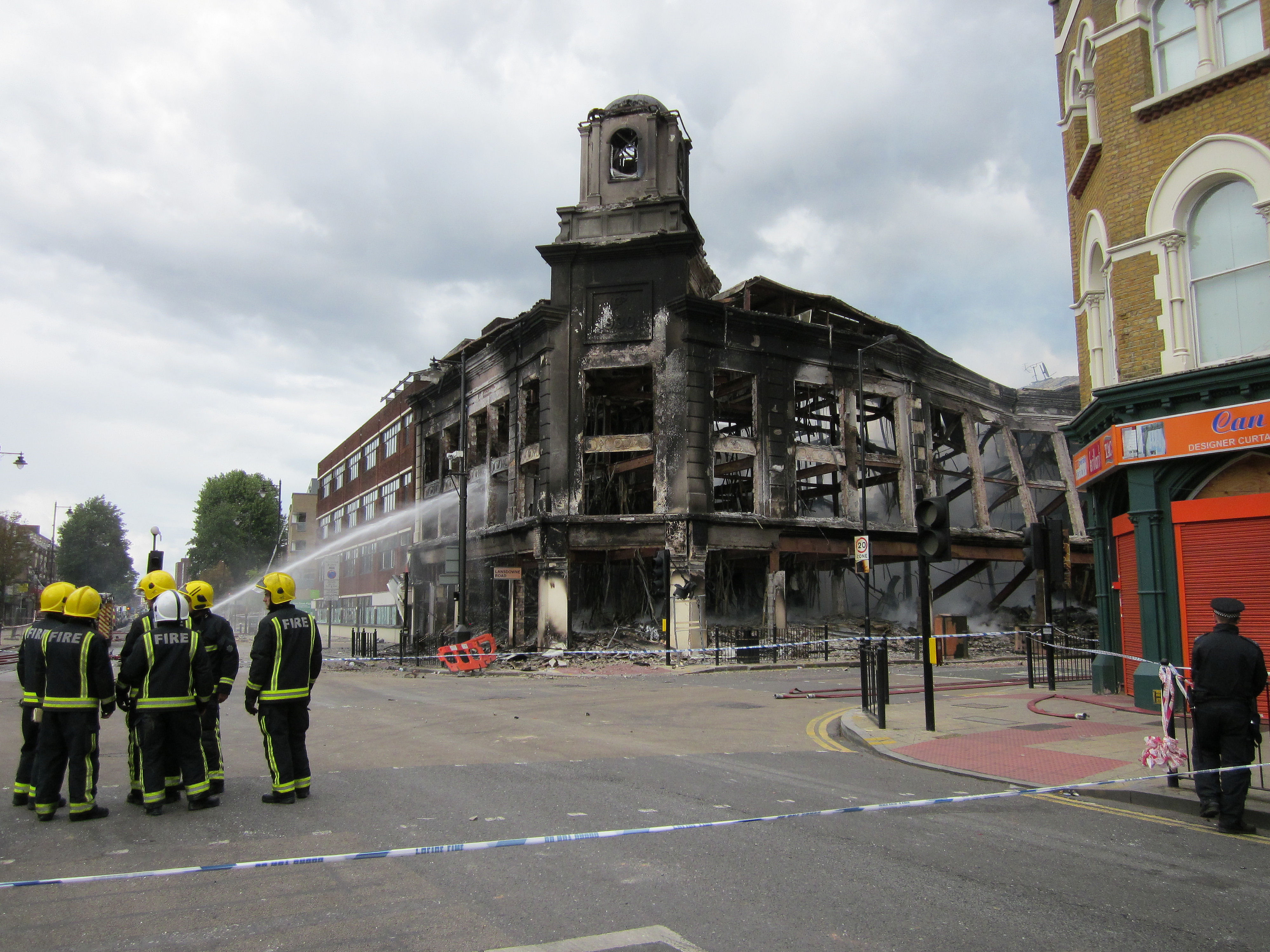
Bombeiros apagando fogo em prédio incendiado por manifestantes durante os tumultos na Inglaterra em 2011

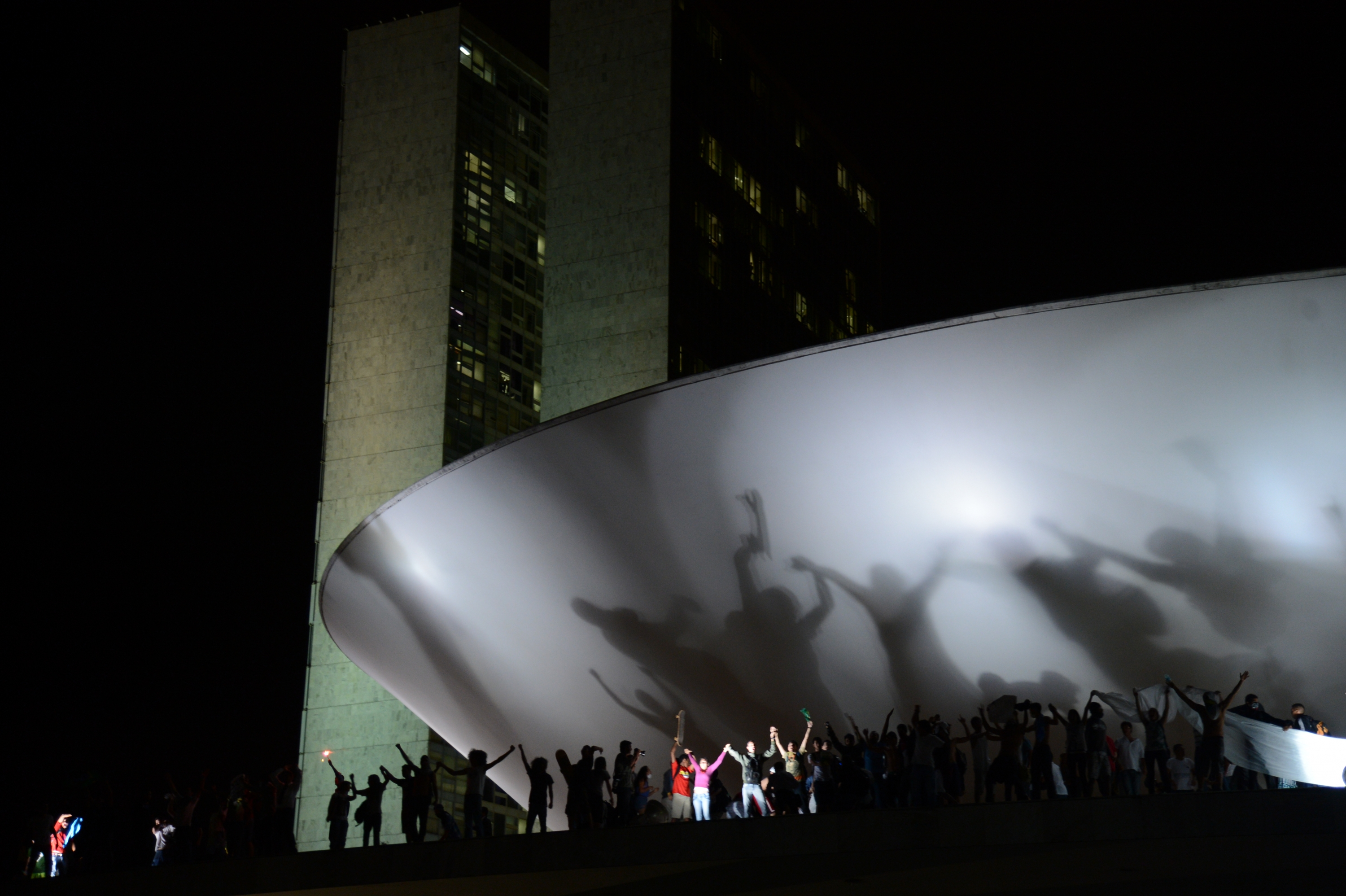
Manifestantes ocupam o teto do Congresso Nacional do Brasil

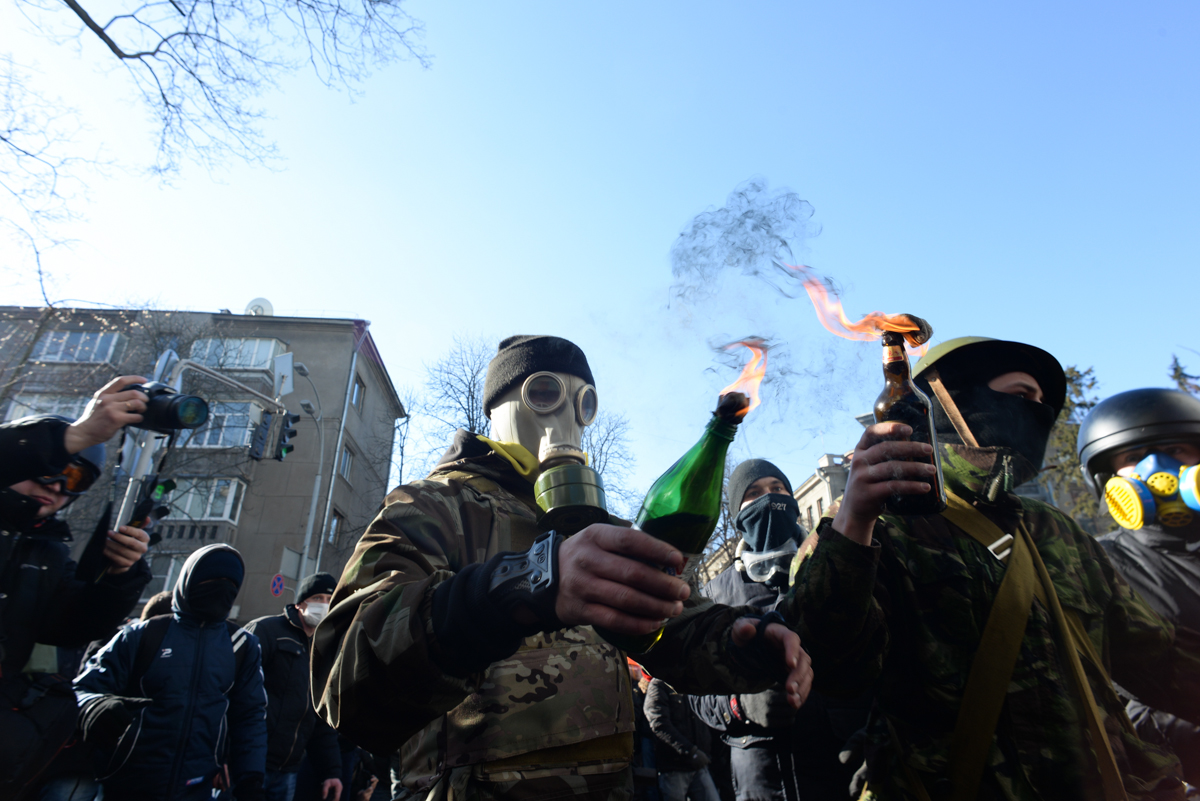
Manifestantes com coquetéis molotov em Kyiv, Ucrânia 2014

Um dos objetivos dos manifestantes violentos é incitar os responsáveis pela aplicação da lei a tomarem medidas que possam ser exploradas como atos de brutalidade, a fim de gerar simpatia pela sua causa e/ou irritar e desmoralizar a oposição. As multidões podem usar uma série de táticas para fugir da polícia ou promover a desordem, desde agressões verbais até a distração de agentes da lei e a construção de barricadas. Quanto mais bem planejadas forem as táticas, mais proposital será o transtorno. Por exemplo, as multidões podem formar bloqueios humanos para fechar estradas, podem invadir propriedades governamentais, podem tentar forçar prisões em massa, podem algemar-se a coisas ou uns aos outros, ou podem cruzar os braços, tornando mais difícil separá-los, ou podem criar confusão ou distrações através do uso de arremessos de pedras, incêndios criminosos ou atos terroristas, dando margem de manobra aos responsáveis pela aplicação da lei para serem enérgicos ou excessivos ao tentar removê-los.
A maioria dos participantes da desordem civil se engaja a pé. No entanto, esforços organizados podem muitas vezes implorar o uso de veículos e comunicação sem fio.
Se uma multidão se torna violenta, tornando-se efetivamente uma "turba", pode executar ataques físicos a pessoas e propriedades, como atirar armas caseiras como coquetéis molotov, disparar armas de pequeno porte e plantar dispositivos explosivos improvisados. Uma multidão pode recorrer ao lançamento de pedras, tijolos, garrafas, etc. Se a violência for premeditada, a multidão pode esconder suas armas ou ferramentas de vandalismo bem antes da formação da multidão, pegando as autoridades policiais de surpresa.
Uma multidão pode erguer barricadas para impedir ou impedir a eficácia da aplicação da lei. Por exemplo, eles podem usar ganchos, correntes, cordas ou veículos para arrombar portões ou cercas. Podem usar paus ou varas para limitar o uso de cassetetes e baionetas pelas autoridades policiais  Também podem virar veículos civis para impedir que as tropas avancem para enfrentá-los ou vandalizar veículos policiais para tentar provocar uma reação exagerada das autoridades policiais ou incitar ainda mais a ilegalidade por parte da multidão.
As multidões frequentemente usam fogo, fumaça ou dispositivos explosivos ocultos, por exemplo, amarrados a animais, mascarados em isqueiros ou brinquedos, presos a veículos dirigidos, etc. Esses dispositivos não só podem ser usados para criar confusão ou diversão, mas também podem ser usados para destruir propriedades, mascarar saques de participantes da multidão ou fornecer cobertura para participantes da multidão que disparam armas contra as forças da lei. Se a polícia se envolver com a multidão, ao revidar o fogo, quaisquer vítimas inocentes resultantes do caos geralmente fazem com que a polícia pareça indisciplinada e opressiva.